# Ангела Меркел
Ангела Доротѐа Мѐркел (на немски: Ángela Dorothea Merkel или Angéla Dorothea Merkel) е германски политик, и бивш лидер на Християндемократическия съюз (ХДС) от 10 април 2000 г. Тя е първата жена на поста Федерален канцлер, избрана на 21 ноември 2005 г. Многократно е оглавявала класацията за най-влиятелна жена на годината на списание Forbes.

## Политическа кариера
По време на промените в ГДР през есента на 1989 г. в Източна Германия се появяват нови структури. На 4 ноември се състои демонстрация срещу посегателството върху свободата на мнението, пресата, на сдруженията и др. Един месец по-късно Меркел започва работа в новосформиралата се партия Демократичен пробив (Demokratischer Aufbruch, DA). През декември 1989 година е временен системен администратор, през февруари 1990 г. е чиновник в приближения кръг на председателя Волфганг Шнур, а по-късно става говорител на партията. На 4 август 1990 г. партията DA се присъединява към ХДС.
На изборите на 2 декември 1990 г. Меркел печели с 48,5% и става член на Бундестага. Победителят Хелмут Кол я назначава за министър в своя кабинет през ноември 1990 г., като разделя старото Министерство на семейството, младежите и здравето и на Меркел предоставя Министерството на жените и младежта. При изборите на 16 октомври 1994 г. в правителството на Кол тя поема Министерството на околната среда, опазването на природата и ядрената безопасност. При изборите на 27 септември 1998 г. ХДС претърпява загуба. Предстоят промени и по предложение на председателя на партията Волфганг Шойбле от 7 ноември 1998 г. Меркел е назначена на поста главен секретар на партията.
През 16 февруари 2000 г. Шойбле обявява оттеглянето си от политиката и от лидерството на партията. Меркел като генерален секретар по това време се намира на една от ключовите позиции. Така на 10 април 2000 г. в Есен Меркел е избрана с 897 гласа от 935 за председател на ХДС. До 2005 година Меркел остава в опозиция.
От 22 ноември 2005 г. тя е първата жена федерален канцлер на Германия. Начело е на широк коалиционен кабинет, съставен от ХДС, Християнсоциалния съюз (ХСС) и Германската социалдемократическа партия (ГСДП). Коалицията е сформирана в резултат на двумесечни преговори след парламентарните избори през 2005 г.
Ангела Меркел е осмият канцлер на Германия след края на Втората световна война и първият от бившата социалистическа източна част.

## Личен живот и образование
Родена е в Хамбург на 17 юли 1954 г. в семейството на евангелския теолог Хорст Каснер и на учителката по латински и английски език Херлинд Каснер. През 1961 г. се записва в политехническата гимназия в Темплин, на 50 км северно от Берлин. Като ученичка особено добри постижения показва в математиката и руския език. Ангела Меркел е била член на пионерската организация „Ернст Телман“ и на Съюза на свободната немска младеж. Още като ученичка решава да следва физика в Лайпцигския университет „Карл Маркс“ и през 1973 г. се премества да живее в Лайпциг. Дипломната си работа представя през 1978 г. и получава оценката „отличен“. След дипломирането си получава място в Централния институт за физична химия на Академията на науките в Берлин, където работи в отдел теоретична химия.
По време на следването си, през 1974 г. се запознава с първия си съпруг Улрих Меркел, също студент по физика. Това се случва в Москва и Ленинград, където се провежда обмен на студенти по физика. През 1977 г. те сключват брак в Темплин. Развеждат се през 1982 г. През 1984 г. Ангела започва да се среща с химика Йоахим Зауер, който тогава все още е женен. Сключват брак през 1998 г. Ангела Меркел няма деца.
В края на 2024 г. публикува мемоари със заглавието Свобода. Спомени 1954-2021.